# Mein Mann und seine Mütter
Mein Mann und seine Mütter ist ein deutscher Fernsehfilm der Regisseurin Franziska Meyer-Price aus dem Jahr 2005 mit Tanja Wedhorn, Oliver Bootz und Gudrun Landgrebe in den Hauptrollen. Das von Henriette Piper verfasste Drehbuch basiert auf dem im Jahr 2000 erstveröffentlichten Roman Zwei Schwiegermütter und ein Baby (Baby Come Back) der Schriftstellerin Maeve Haran. Produziert wurde Mein Mann und seine Mütter von der Ziegler Film GmbH & Co. KG im Auftrag und für das ZDF. Die Erstausstrahlung erfolgte am 1. Januar 2005 im ZDF.

## Handlung
Molly und Joe Kleber sind frischgebackene Eltern eines Sohnes. Doch Joe kann sein Glück nicht richtig zeigen, denn er fühlt sich durch die Geburt an seine Vergangenheit erinnert. Er wurde seiner Zeit adoptiert und ihn treibt die Frage seiner eigentlichen Herkunft an und will seine leibliche Mutter kennenlernen. Um ihren Mann zu unterstützen, begibt Molly sich auf die Suche nach ihrer Schwiegermutter, die sich als die bekannte Schauspielerin Stella Martens entpuppt.

## Kritik
Die Kritiker der Fernsehzeitschrift TV Spielfilm gaben Mein Mann und seine Mütter je einen von drei möglichen Punkten in der Kategorie „Humor“ und „Spannung“. Sie merkten an: „Die Figurenkonstellation wirkt arg gedrechselt, die Dialoge sind durchweg platt – und alle benehmen sich wie Kinder: albern.“ und konstatierten: „Nur für Fans simpler Groschenheftdramatik“. Der Film erhielt insgesamt die schlechteste Wertung, Daumen nach unten.
Der Filmdienst meinte, Mein Mann und seine Mütter sei ein „(Fernseh-)Verfilmung eines erfolgreichen Romans“.